# Europäisches Sicherheits- und Verteidigungskolleg

Wappen des ESVK

Am 19. und 20. Juni 2003 hat der Europäische Rat bei seiner Tagung in Thessaloniki die Entwicklung einer EU-Ausbildungsrichtlinie zur Europäischen Sicherheits- und Verteidigungspolitik (ESVP) gebilligt. Mit der Gemeinsamen Aktion 2005/575/GASP des Rates vom 18. Juli 2005 wurde das Europäische Sicherheits- und Verteidigungskolleg (ESVK) (englisch European Security and Defence College (ESDC)) errichtet. Das ESVK versteht sich als Schlüsselakteur für die zivilen und militärischen Felder der Ausbildung im Bereich der ESVP. Es ist ein Netzwerk von Instituten und Akademien, die sich mit Fragen der Sicherheits- und Verteidigungspolitik befassen.
Alle Staatsangehörigen aller Mitgliedstaaten, Beitrittsländer und Kandidatenländer sowie gegebenenfalls von Drittländern können Ausbildungsmaßnahmen belegen, sofern sie zu dem zivilen oder militärischen Personal gehören, das sich mit strategischen Aspekten der ESVP befasst. Auf Einladung können auch Vertreter von Nichtregierungsorganisationen, akademischen Einrichtungen, der Massenmedien sowie der Wirtschaft an Ausbildungsmaßnahmen teilnehmen.
Das ESVK verfolgt folgende Ziele: Festigung der europäischen Sicherheitskultur im Rahmen der ESVP; Förderung eines besseren Verständnisses der ESVP; Ausstattung der EU-Stellen und der Militärstäbe der Mitgliedstaaten mit sachkundigem Personal.